# کدیری، جاوه شرقی
کدیری، جاوه شرقی (به لاتین: Kediri) یک منطقهٔ مسکونی در اندونزی است که در جاوه شرقی واقع شده‌است. کدیری ۶۳٫۴ کیلومتر مربع مساحت و ۲۵۲٬۰۰۰ نفر جمعیت دارد و ۳ متر بالاتر از سطح دریا واقع شده‌است.